# 신의경
신의경(辛義敬, 1898년 2월 21일 ~1988년 1월 7일)은 일제강점기 독립운동가이다.
어머니 신마리아와 아버지 사이에서 태어난 그의 본적은 경성부 과목동으로 서울 출신이다. 어린 시절 몸이 약해 어머니 신마리아의 간호를 받던 그녀는 정신여학교와 이화여자전문학교 문과를 졸업한 뒤 일본으로 건너가 도호꾸 대학 문과에서 공부했다. 한국 YWCA를 설립한 사람 중 한 명으로 정신여학교에서 근무하던 중 1919년 대한민국애국부인회에 참여하여 독립운동을 하였다. 이후 애국부인회는 기독교 교회와 병원, 학교 등을 확대하고 회원들의 회비와 수예품 판매를 통해 나온 독립운동 자금으로 상하이 임시정부를 지원했고 1919년 9월 김마리아와 황애시덕을 중심으로 결사부와 적십자부를 신설하였는데, 여기서 그는 서기와 애국부인회 경기도지부장을 맡아 활동했다. 이렇게 모인 6천 원을 임시정부에 송금했던 그는 대한민국애국부인회 사건으로 1919년 11월 일본 경찰에 체포되어 1920년 6월 대구지방재판소에서 징역 1년형을 받고 1921년 9월 18일 만기 출옥했다. 하지만 신마리아는 이에 충격을 받아 신의경이 대구형무소에 수감되어 있던 1921년 6월 24일 사망했다.
출옥 다음 해인 1922년 조선여자기독교청년회(YWCA) 창설에 참여해 서기로 일했다. 1924년에는 이화여자전문학교 문과(영문학)를 졸업한 뒤 일본으로 건너가 도후쿠대학(東北大學) 문과(역사학)를 나왔다. 이 대학의 유일한 여학생이었으며, 이때 미래의 배우자 박동길(朴東吉, 1897∼1983, 지질학자)을 만났다. 대학 졸업 후에 이화여자전문학교 교원으로 부임해 역사과목(일본사, 동양사, 서양사)을 가르쳤다.
1931년 결혼하여 육아 가사와 함께 사회활동도 병행했다. 피어선 기념 성경학교의 교사와 부원장, 1937년에는 연동교회 여전도회 회장, 경기노회 여전회 회장 등 교회활동에 열성을 쏟았다. 일제 말기에는 신사참배와 황국신민서사 등 일제 협력 행위를 하지 않기 위해 모든 공직 활동에서 물러나 은둔 생활을 했다.
광복 후 미군정이 1946년 12월 남조선 과도입법의원(의장 김규식)을 발족시키자 신의경은 여성의원으로 참여했다. 의원 선서 시 “오늘을 못 보고 일찍 가버린 애국여성동지들을 어떻게 위로할 수 있을까”라며 감회에 젖었다. 신의경이 의원이 된 것은 광복 후 활동했던 여성단체들이 여성의 의회 참여를 적극적으로 요구한 결과였다.
YWCA대표 자격으로 의원이 된 신의경은 국가 건설과 여성계몽을 가장 시급한 과제라고 생각했다. 과도입법의원의 보통선거법 심의 과정에서 신의경은 황신덕과 함께 여성할당제, 즉 여성의 의원 참여를 보장하는 ‘특별취급안’ 실시를 주장했으나 관철되지 못했다. 과도입법의원에서 ‘공창제도 폐지령’이 통과되는 데 일익을 담당했다.
신의경은 이 시기 김규식의 정치노선을 지지하였다. 1947년 대한적십자사(총재 김규식) 창립위원과 집행위원, 민족자주연맹(주석 김규식)의 부녀국장으로 활동했다. 대한민국 정부수립 후에는 피어선성경학교, 정신여자중고등학교, 서울여자대학에서 교육 활동과 이사 활동, 그리고 여전도회 활동에 주력했다. 1990년, 정부는 건국훈장 애국장을 추서했다.